# Semionciale cyrillique

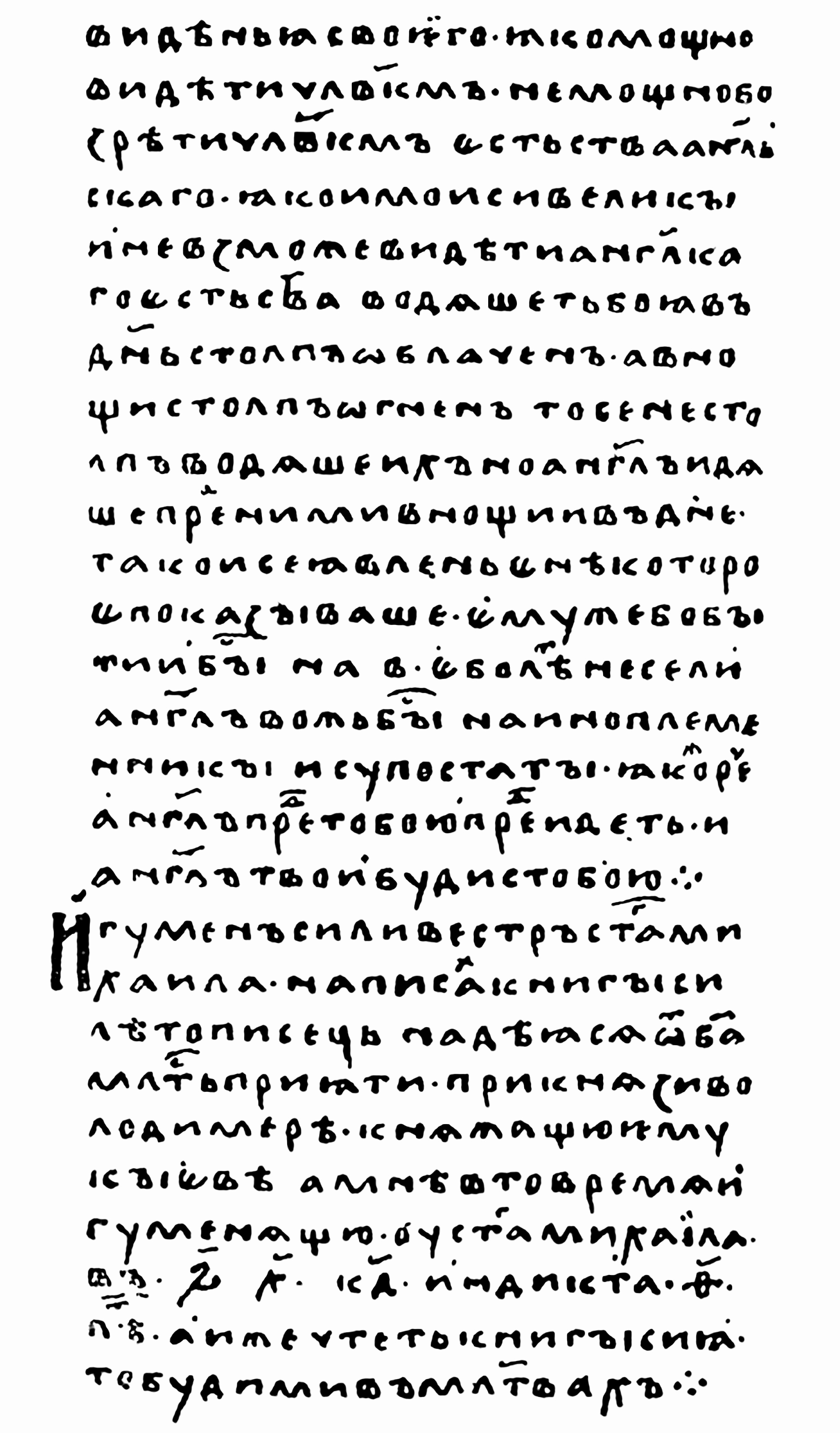
Page du Codex laurentien en semionciale.

L’écriture semionciale cyrillique ou polou-oustav (полуустав en russe) est un style de l’alphabet cyrillique développé au XVe siècle. Elle est principalement utilisées dans les livres manuscrits et dans les premiers livres imprimés en russe. En 1708, elle est remplacée, dans l’usage civil, par l’écriture civile, mais est encore utilisée dans les livres liturgiques.